# Thạch Quý
Thạch Quý là một phường thuộc thành phố Hà Tĩnh, tỉnh Hà Tĩnh, Việt Nam.

## Địa lý
Phường Thạch Quý có vị trí địa lý:
- Phía đông giáp phường Thạch Hưng
- Phía tây giáp phường Bắc Hà
- Phía nam giáp phường Tân Giang
- Phía bắc giáp phường Đồng Môn.

## Hành chính
Phường Thạch Quý được chia thành 11 tổ dân phố: Bắc Quý, Đông Quý, Hậu Thượng, Tân Quý, Tâm Quý, Tiền Giang, Tiền Phong, Tiền Tiến, Trung Đình, Trung Lân, Trung Quý.

## Lịch sử
Ngày 16 tháng 9 năm 1989, Hội đồng Bộ trưởng ban hành Quyết định số 127-HĐBT về việc sáp nhập toàn bộ 408,45 ha diện tích tự nhiên và quy mô dân số là 4.078 người của xã Đại Nài thuộc huyện Thạch Hà vào thị xã Hà Tĩnh quản lý.
Ngày 7 tháng 2 năm 2007, Chính phủ ban hành Nghị định số 20/2007/NĐ-CP về việc:
- Thành lập phường Nguyễn Du trên cơ sở điều chỉnh 39,72 ha diện tích tự nhiên và 341 nhân khẩu của xã Thạch Quý.
- Thành lập phường Văn Yên trên cơ sở điều chỉnh 24,04 ha diện tích tự nhiên và 59 nhân khẩu của xã Thạch Quý.
- Thành lập phường Thạch Quý thuộc thị xã Hà Tĩnh trên cơ sở 358,03 ha diện tích tự nhiên và 5.920 nhân khẩu còn lại của xã Thạch Quý.

Phường Thạch Quý có 11 tổ dân phố: Bắc Quý, Đông Quý, Hậu Thượng, Tân Quý, Tâm Quý, Tiền Giang, Tiền Phong, Tiền Tiến, Trung Đình, Trung Lân, Trung Quý.
Ngày 28 tháng 5 năm 2007, Thủ tướng Chính phủ ban hành Nghị định số 89/2007/NĐ-CP về việc thành lập thành phố Hà Tĩnh thuộc tỉnh Hà Tĩnh. Phường Thạch Quý trực thuộc thành phố Hà Tĩnh.